# カーネギー・ヒル
カーネギー・ヒル (Carnegie Hill) は、ニューヨーク市マンハッタン区アッパー・イースト・サイドにある地域である。
この地区の南端は86丁目 (en) 、北端は96丁目 (en) 、西端は5番街、東端は3番街となっている。また、このエリアの南はアッパー・イースト・サイド、北はスパニッシュ・ハーレム、西はセントラル・パーク、東はヨークヴィル (en) である。
カーネギー・ヒルの名前は実業家のアンドリュー・カーネギーから来ている。
カーネギー・ヒル歴史地区は1974年6月23日にニューヨーク市歴史建造物保存委員会 (en) によってニューヨーク市ランドマークに登録された。